# ブレンパワード
『ブレンパワード』（Brain Powerd）は、1998年4月8日から11月11日まで、WOWOWで放送された日本のテレビアニメ。全26話。総監督は富野由悠季。

## 概要
本作は1996年秋頃から永野護と富野由悠季の間で進めていて、当初は長編映画の企画だった。その時点では監督・富野が感じるガンダム的要素が強かったようで、テレビ用企画への再編集を行う際にそういう要素を排除しつつ纏められていった。劇場版『新世紀エヴァンゲリオン』によるWOWOW加入者増加の追い風もあったこともあり、WOWOW初のオリジナルアニメとして、さらにテレビ放送を前提にまとめられ、本作品の放送が決定している。
また、『機動戦士Vガンダム』以降、精神的な疲労により、一線を退いていた富野が5年ぶりに制作したテレビアニメシリーズでもある。めったに自作を褒めることのなかった富野が自ら「第二のデビュー作」と語ったほど、自信を見せた。本作を「リハビリ」と公言した通り、富野自身の再生の過程でもあり、それまでの富野作品に見られたような殺伐とした雰囲気や残酷な描写は極力抑えられ、美しい自然を基調とした作風が本作の特徴の一つとなっており、この牧歌的な作風は『∀ガンダム』、『OVERMANキングゲイナー』へ受け継がれていく。放送期間と話数が合わないのはWOWOWの都合ではなく、製作したサンライズ第1スタジオと富野側の都合で、週1放送のペースに間に合わないことがあったからである。
ロボットデザインには『ファイブスター物語』の作者で『重戦機エルガイム』、『機動戦士Ζガンダム』といった富野作品でデザインを担当していた永野を起用した。一方、キャラクターデザインには、いのまたむつみを起用。永野・いのまたが「メインデザイン」と連名になっているのは、「人物もメカもひっくるめてキャラクターであるわけだし、両方とも描ける人間が本来のデザイナーだと思う。だから、今のデザイナー志望の若い人には『専門のデザイナー』を目指すのは間違いだと言いたい」という永野の意向によるものである。永野はデザイナーとしての作業に専念して、演出・脚本には全く意見を挟まなかった。サンライズ・スポンサーからは「自由にやっていい」と言われたので、永野は「正に好き勝手にデザインした」と振り返っている。富野は、いのまたの描くような「大きな眼」のキャラクターが苦手であり、アニメーションデザインを担当した重田敦司にも眼を小さく描くように指示を出している。
オープニングは主人公が登場せず、メカも主役機においてすら僅かに1カット登場するのみであり、それに代わってメインに描写されているものは作品に登場する女性キャラクター（比瑪、カナン、ヒギンズ、コモド、アイリーン、クインシィ、シラーの7人）たちの裸体となっている。エンディングもまた写真家荒木経惟による植物の写真が映されるという、当時としてはユニークな構成となっている。それには富野由が荒木の作品や撮影スタイルに感銘を受けた上で、彼に会いたいという願望もあったという経緯がある。アイキャッチは長めで、リバイバルするプレートに登場人物の顔が次々と浮かび上がるというものである。アニメ技術的には、過去の富野作品・サンライズ作品、また、ロボットアニメで多用されていたストロボがほとんど使用されていないことが、特徴の一つである。
全般的に多彩な女性キャラクターたちが物語の主役であり、祖母、母、姉、妻といった女性の役割と、「女」としての自我が生み出す葛藤に苦しむ姿が如実に描かれている。各キャラクターは富野の過去作のそれに比べ、ほとんどの者が生還している。また、直子とゲイブリッジ、翠とジョナサンなど、大人の恋愛を直接的な性描写なしに露骨に表現している。
放送時のキャッチコピーは「頼まれなくたって生きてやる」。
WOWOWの加入契約促進ポスターは「普通のテレビじゃ、ここまでやれない」。

## あらすじ
自然災害で荒廃した近未来の地球。海底で発見された謎の巨大遺跡オルファンを巡って、世界は混乱と争いに見舞われていた。オルファンを浮上させて宇宙への進出を目論むリクレイマーは、オルファンに呼応して世界各地に出現したプレートをリバイバルさせることで巨大人型兵器グランチャーを産み出し、戦力の拡大を図っていた。リクレイマーを指導する伊佐未ファミリーの一人伊佐未勇は同僚のカナン・ギモスと共にプレート回収の任に当たっていた。その際、プレートのリバイバルが始まり、グランチャーの宿敵ブレンパワードが産み出される。たまたまそこに居合わせた孤児の少女宇都宮比瑪がブレンパワード（ヒメブレン）と心を通わせる様子を見て、勇はある決意を固める。
それから月日が流れ、浮上を開始したオルファンにより事態はいよいよ深刻化していた。くり返される地震と津波により沿岸の都市機能は麻痺し、人類の多くは難民となっていた。比瑪はヒメブレンと共に、リクレイマーに対抗すべく国連主導で建造された新鋭鑑ノヴィス・ノアの一員となっていた。そんな比瑪の前に、水色のブレンパワード（ユウブレン）に乗った勇が現れる。勇はオルファン内で廃棄されていたブレンパワードと心を通わせ、オルファンを出奔したのだった。勇は祖母直子も乗り込むノヴィス・ノアに迎え入れられ、勇を追ってきたカナンもまた加わる。だが、身内から裏切り者を出したことに憤る勇の姉クインシィ・イッサー（伊佐未依衣子）は、勇をライバル視するジョナサン・グレーンと共に、容赦なき追撃戦を繰り広げ、戦いは激化の一途を辿る。
人々の意思が様々に交錯する中、浮上を続けるオルファン。直子、翠、依衣子の3世代にわたる根深い確執により、身内同士で争うことになった伊佐未ファミリー。一方、生き別れの息子を思うアノーア・マコーミックノヴィス・ノア艦長と、母親の愛情を受けずに成人し歪んだ情念を抱くジョナサンの親子。2組の家族の人間模様を軸にしながら物語は展開する。

## 登場人物

### ノヴィス・ノア
伊佐未 勇（いさみ ゆう）
声 - 白鳥哲
本作の主人公。オルファン内で家族と共に暮らしていたが、彼らの主張に疑問を持ち、密かに調整していたブレン（ユウ・ブレン）でオルファンを出奔した後、比瑪と接触したことがきっかけでノヴィス・ノアに居つき、部隊の主力となる。思春期と複雑な家庭環境から神経質で自己中心的な面があり、当初は周囲と馴染めなかった。比瑪やクマゾーたちの無邪気さに触れる中で落ち着き、家族内の対立という狭い問題から、人類と地球を救うという大きな問題に目を向けることができるようになる。リクレイマー時代にコンビを組んでいたカナンを説得してノヴィス・ノアに寝返らせるが、その後はジョナサンやシラー、クインシィといったかつての仲間や肉親との戦いを続けていく。比瑪との関係においては挨拶と称して自らキスするなど積極的な反面、なかなかうまくかみ合わず擦れ違うが、戦闘においては最高のパートナーとして能力を発揮する。ほとんど全編を通し、白いハイネックのシャツに青いジャケットというスタイル。
宇都宮 比瑪（うつみや ひめ）
声 - 村田秋乃
本作のヒロイン。天真爛漫な性格で誰からも愛される少女。ほとんど全員から「比瑪ちゃん」と呼ばれる。ブレンやオルファンのような無機生命体を人間同様に扱い、意思疎通ができる不思議な少女。孤児院でクマゾーらと暮らしていたが、ヒメ・ブレンのリバイバルに立ち会い適任者となる。その後ノヴィス・ノアの乗員となり、勇とノヴィス・ノアとの繋がりを作った。両親と死別しているが、孤児院で親代わりとなった教師らの許、屈折したところのない明るく逞しい少女に育っている。孤児院ではクマゾーら年少者の世話をしていたことから、面倒見がよく世話好きで、時として過干渉だが、そんな彼女の持つ優しさが、不幸な過去を背負い孤立しがちな勇をはじめとするノヴィス・ノアの人々を支えた。恋愛に奥手で子供じみた所があるが、感情をストレートに表現できる。服装には頓着がなく、Tシャツに作業ズボンが基本。
アノーア・マコーミック
声 - 磯辺万沙子
ノヴィス・ノア艦長。部下や乗務員をまとめる厳しい性格。ジョナサンの母（精子は精子バンクのような所からの提供）だが、仕事にかまけて交流が乏しかったため心が通い合わず、生き別れになっていた。彼女自身はジョナサンを気にかけていたが、ジョナサンが潜入してきた際に心情をぶつけられ、精神的に不安定になり、最後は半ば自暴自棄になって自らプレートの捕獲を試みた際、プレートの暴走に巻き込まれ行方不明となる。
カナン・ギモス
声 - 朴璐美
元リクレイマー。オルファンでは勇とコンビを組んでいた。勇を追い、オルファンへ連れ戻そうとするが、裏切りと判断されてシラーに撃墜され、比瑪に助けられノヴィス・ノアに投降する。勇とはパートナー以上の関係だったことが示唆されるが、勇は恋人ではないと否定している。両親から望まれて生まれてこなかったという境遇が枷になり、自分の殻に閉じこもる場面もあった。しかし勇を突き放してラッセの好意を受け入れ、自らの生を見つめ直してゆく。勇に対し姉のように振る舞うため、比瑪との三角関係には発展しなかった。双子のブレンと出会ったことで本来の素直な自分を取り戻し、ノヴィス・ノアの中核として活躍する。ファッションセンスは奇抜で、首に赤いスカーフがトレードマークだが、着物や帯を愛用する。
ラッセ・ルンベルク
声 - 三木眞一郎
北欧系で金髪細身の二枚目。ナンガとコンビを組むことが多い。白血病を患っているが、すでに作中の時代では治療可能な病気になっていたにもかかわらず、ある決意から放置したままにしている。自らの犠牲を省みない無謀な戦法を採っていたが、カナンとの関係が深まる中で考えを改め、生きようという意志を示す。
ナンガ・シルバレー
声 - 辻親八
大柄なラテン系。天真爛漫で本来戦闘には向かない比瑪や、無謀なラッセを支える兄貴分。ドレッドヘアーとピアス、金のロザリオが特徴。また夜でもサングラスをかけているが、はずすと頑強な見た目に反してつぶらでかわいい目をしている。助けたことがきっかけとなり、コモドと良い関係になる。
ヒギンズ・サス
声 - 川村万梨阿
初期はキメリエスの艦載艇・コンガイールのパイロットだったが、途中からブレンのパイロット候補生としてノヴィス・ノアのクルーとなる。双子ブレンのリバイバルに立ち合い、片方とアジャストする。レイト艦長とは熱烈な恋人同士であり、その迷いのない積極性がカナンを促した。共に双子のブレンを操るカナンとは良いコンビで、私生活でも仲が良いライバル。胸に薔薇のタトゥーをしている。黄色を基調としたパンツスタイルが基本で、女性用戦闘服を除きスカートを履いている場面はほとんどない。小柄でスレンダー。
ユキオ / クマゾー / アカリ
声 - 浅川美也 / 渡辺久美子 / 沙倉祥子
比瑪と一緒に孤児院で暮らしていた子供たち。ユキオが年長で次がアカリ、最年少がクマゾー。ユキオは丸い体型、アカリはツインテールと赤い服、クマゾーはオーバーオールが特徴。ノヴィス・ノアでは主に掃除などの雑用を任されているが、勇やカナン、クインシィといった投降者の監視も行う。ジョナサンなど侵入した敵に立ち向かったりすることもあった。デッキブラシによるマッサージを通じてブレンたちとも交流が深い。また、クマゾーは少年ながら多くの人物に影響を与えた。
コモド・マハマ
声 - 沙倉祥子
アラブ系の女性。イランドの腕の良いパイロットだが、グランチャーに対抗するため自らのブレンを得ることを切望していた。信心深く、戦いの前にはオグンなどの様々な神に祈っていた（祈りのせいで出撃が遅れることもしばしば）。グランチャーとの戦闘で不時着し、ナンガに救助されたことから、彼といい仲になる。
ウィンストン・ゲイブリッジ
声 - 佐古正人
理知的な人物で、常に自己の信念と理想に基づいて行動している。元アメリカ軍第7艦隊司令長官。オルファンの第一次調査に参加している。いち早くオルファンの危険性を警鐘し、その対抗策としてオーガニックエンジンの試験艦としてノヴィス・ノア建造を提案し、建造後は同艦の司令官となる。なお、勇の祖母・伊佐未直子とは旧知の仲であり、ノヴィス・ノアでそれを知らない者はいない。青年時代には伊佐未直子と交際しており、彼女にプロポーズをしているが、アメリカに帰る際に別れることとなった。実はリクレイマーの指導者「ガバナー」であり、オルファンをアメリカの53番目の州として属領とすることに成功すると、正体を現してオルファンに帰還する。
アイリーン・キャリアー
声 - 名越志保
ノヴィス・ノアの医師。整体師でもあり、鍼・灸の心得がある。後に「体の全てを見られているから」という理由で艦長代理に就任する。アノーア艦長とは違うまとめ方で、クルーたちの評判は良かった。副官の補佐もあり、オルファン側との戦闘もこなした。保身家の俗物と見て当初は眼中になかったモハマドが男気を発揮していくのを見届けた。
ナッキィ・ガイズ
声 - 冬馬由美
3体のブレンと1体のグランチャーを連れてノヴィス・ノアにやってくる。グランチャーとブレンを同時に操ることができた。少年期は貧しく、母親にケーキを盗んで届けようとするも叶わなかったなど暗い過去を持つ。そのため皮肉屋で、初めは周囲との距離をとって行動することが多かった。比瑪たちの明るさに助けられ、仲間たちとの共闘を模索するようになり、ノヴィス・ノアに溶け込んだ。主にカントとコンビを組む。中期以降の主力パイロット。服は黄色や黒を多用した毒々しい色合い。
カント・ケストナー
声 - 佐々木るん
10歳で博士号を取得した天才少年。彼自身は周囲の子供たちと普通の友達としての付き合いを望んでいたが、周囲からは敬遠されていた。オルファンを一個の生命体と捉え、その真意が人類を滅ぼすものでも地球環境を破壊するものでないと結論する。自らの仮説を証明するため、世界を救うため、また知的好奇心からブレンのパイロットとなる。誰に対しても敬語を使う。セーラー服のような上下揃いの服（半ズボン）を着用している。
レイト
声 - 中村秀利
潜水艦キメリエスの艦長。スキンヘッドがトレードマーク。ヒギンズとは深い愛情でつながっており、戦闘用意の召集が掛かっている時に艦長にキスをしているところを見られても、言い訳をするどころか堂々と胸を張っているほど。混迷の時代に生きる逞しい人物。
ノヴィス・ノア副官
声 - 中嶋聡彦
アノーア、アイリーンを支えた補佐役。大柄でがっちりした体格。髭と禿頭がトレードマーク。

### オルファン
バロン・マクシミリアン
声 - 磯辺万沙子
全身をマスクとマント・鎧で覆い、マスクに仕込まれた変声機で声すら変えている謎の人物。グランチャーを失ったジョナサンにバロンズゥを与え、絶対的な信頼を得るが、目的も真意も明らかにしなかった。ネリー・キムとは作中での登場以前から面識があったようである。その正体はプレートの暴走で行方不明になっていたアノーア・マコーミックその人であり、変装をしてオルファンについていた。ジョナサンを気にかけていたのはそのためであり、その思いはユウに対して憎悪として向けられオルファンの中でオーガニック・エナジーを暴走させバロンズゥを巨大化、ユウたちの前に立ちふさがる。
クインシィ・イッサー / 伊佐未 依衣子（いさみ いいこ）
声 - 渡辺久美子
勇の姉であるが、勇とは違いオルファンの熱烈な主義者。勇に対しては姉らしい気遣いを見せる一方、主義に執着しているため、オルファンへ戻ってくることを願っている。勝ち気で短気。オルファンに選ばれた存在として両親とも対立する。ジョナサンとは恋愛とは違う利益関係で繋がっている。「クインシィ・イッサー」は、「女王として相応しい名」としてジョナサンから与えられたものであり、依衣子という本名を嫌い、自ら名乗る。彼女のグランチャーは数々の戦闘で傷つき、遂にはノヴィス・ノアに拿捕される。そこで勇と和解し、クマゾーらとの交流で頑なだった自分を反省し、優しさを取り戻すが、自分を愛するグランチャーの求めでオルファンに復帰、再リバイバルでバロンズゥに進化する。伊佐未家3代の女性につきまとう運命に翻弄される。小柄でヒギンズほどではないがスレンダー。ノヴィス・ノアに滞在していた時の私服は可愛らしいワンピースで回想に登場した祖母・直子の若い頃によく似ている。
ジョナサン・グレーン
声 - 青羽剛
オルファンのグランチャー乗り。幼少期の孤独で不幸な体験から、母アノーアに対して愛憎入り混じったマザーコンプレックスを持ち、鬱屈した性格になっている。クインシィ・イッサーら伊佐未ファミリーを手中にし、オルファンを我が物にする野望を持っている。翠とは愛人関係にあり、クインシィをも自分の意のままに操ろうとする。パイロットとしての腕は立つが、勇との対決では直情的になり敗北するシーンが目立った。宿敵・勇の前に敗北を重ねていたが、バロン・マクシミリアンと出会い、バロンズゥを託されたことで自分の素質を自在に扱えるようになった。
勇と様々な部分で対称的なキャラクターであり、ライバルとしてだけでなく「家族」に関しても勇と通ずるところが少なからずある。また、コンプレックスをストレートに口にしたり、普通は言えないような相手の弱みに付け込んで舌戦を見せたり、独特なセリフ回しをする。
シラー・グラス
声 - 田中敦子
グランチャー乗り。貧しい育ちで、弟妹たちを育てるためオリンピックに出場して賞金で養おうとしたが飢え死にさせてしまったという、物語中でもかなり悲惨な体験をしている。そのため、宇宙に出て理想の世界を手に入れるべくリクレイマーとなる。伊佐未家の人間を憎んでおり、離反した勇やかばうカナンに敵意を募らせる。かなり筋肉質。
伊佐未 研作（いさみ けんさく）
声 - 堀部隆一
勇と依衣子の父親でオルファン研究の第一人者。しかし研究に没頭するあまり家族をないがしろにし、息子の離反や娘との対立、妻の異変にさえ気づかない（興味がない）有様だった。
伊佐未 翠（いさみ みどり）
声 - 叶木翔子
勇と依衣子の母親でオルファンの研究者。口先では2人の子供を気遣うが、夫と共に研究材料として扱うことがほとんどであり、母の直子を体よく利用したりと我が儘な面が目立つ。その結果、家族関係が崩壊してしまっている。オルファンに取り憑かれた夫をサポートする一方で軽蔑している。幼くして父を失ったことで、男を利用しようとする打算的な女に成長するが、女であることを捨てきれず、ジョナサンと肉体関係を持っていた。
ガバナー
リクレイマーたちの指導者であり、出資者。しかし公の場にその姿を見せたことがなく、全ては謎に包まれており、その正体を知る者もほとんどいなかった。
ケイディ・ディン
声 - 千葉一伸
最初期のグランチャーパイロット。作戦行動中にカナンを誘惑しようとするが、その言動はオルファンの抗体として浸食が進んだものであり、かえってカナンを不安にさせた。直子の家を爆撃したことで、怒った勇に撃墜される。後半ではノヴィス・ノアにスパイとして潜入し、改心したのかいつの間にかノヴィス・ノアのスタッフになっていた。子供たちにドーナツを作ってやるなど懐かれており、投降して身を寄せていたクインシィを呆れさせた。ちょんまげと点のような目が特徴。
エッガ・ブランカン
声 - 難波圭一
リバイバルしたばかりのグランチャーにアジャストするも、力を制御できず取り込まれて暴走し死亡する。名前の付いた登場人物で死が描かれたのは彼一人である。ジョナサンたちを倒して自らがオルファンの指導者となるという野心を持っていた。
フィジシスト
声 - 中村大樹
オルファン内で生活する研究者。
ヌートリア艦長
声 - 中博史

### その他の登場人物
ネリー・キム
声 - 高萩晴子
自らの死期を悟り、家族と別れ人里離れた土地で一人で暮らしていたところ、勇と出会う。後にブレン同士の再リバイバルに巻き込まれ、ブレンと一つになる。名前の由来はソビエトの体操選手ネリー・キム。
伊佐未 直子（いさみ なおこ）
声 - 杉本るみ
伊佐未翠の母で、勇と依衣子の祖母。結婚する前はゲイブリッジと交際していたが、彼がアメリカに旅立った際に別れている。ノヴィス・ノアで再会したことにより、再び想いを巡らし始める。
ミスターモハマド（漫画版ではムハマド）
声 - 塩屋翼
アラブ系の大富豪。ノヴィス・ノアを訪れ、莫大な金塊で避難船として買い取ろうと持ちかけた。しかしそれは自らの保身を考えていたわけではなく、彼なりの信念を持っての行動であり、特に子供たちのことを真剣に考えていた。アイリーンに好意を持ち、積極的に迫る。
源野 三尾（みなもとの みつお）
声 - 日高奈留美
オーガニックエナジーの研究者。こと研究に関しては盲目的で、無断で勇がいない間にユウブレンに乗り込んだりするなど、なりふり構わない行動を取る。
桑原（くわばら）
声 - 中嶋聡彦
オーガニックエナジーの研究者。伊佐未研作のライバルでもあった。
キメリエス副官
声 - 中博史
伊佐未 勇（いさみ いさむ）
声 - 白鳥哲
伊佐未直子の夫。結婚後、若くして事故死した。
かえで先生
比瑪らを育てた孤児院の先生。
オルファンの少女
声 - 大谷育江
オルファンで比瑪が出会った、オルファンの化身。

## アンチボディ
作中に登場する大きな人型の存在を「アンチボディ」または「オーガニックマシン」と呼ぶ。「アンチボディ」とは本来、「抗体」を指す医学用語である。
オーガニックエナジーと呼ばれる、動植物の生体エネルギーで動く。人間で筋肉に相当する部分は、多層積層の板ばねのようになっており、弾性力を蓄勢させて行動する。
バイタル・グロウブ（＝オーガニックエナジーの流れ）に乗って、超高速移動「バイタル・ジャンプ」を行うことができる。移動する距離が長いほど、エネルギーの消費は大きくなる。
一見いわゆる「巨大ロボット」だが、多少の傷なら自然に治癒したり（ただし、足や腕を失うなどの大怪我を負った場合は元には戻らず、義足や義手をつけて運用される）、意思を持っていたりと生体のような特徴を持っている。
アンチボディはいずれも、プレートと呼ばれる巨大な円盤から「リバイバル（再生）」することにより生まれる。ごく稀ではあるが双子も誕生する。リバイバル時、ブレンパワードはブレンバー、グランチャーはソードエクステンションという武器も一緒にリバイバルする。

### ブレンパワード
「ブレンパワード」とはアンチボディの一種で、劇中では大抵ブレンと略される。リクレイマーの使用するアンチボディ「グランチャー（Grand Child）」とは対立している。
リバイバルに立ち会った人間をコクピット（人間の子宮の場所に当たる部分）に搭乗させる。各個体は基本的に初めて搭乗した者の名を付けて「〜ブレン」と呼ばれる。言葉は発しないが、目やコクピットの筋状の溝に光を明滅させることで意志や感情を示す。ブレンの特徴は長く突き出したウサギ耳型の二本角にある。
ユウブレンは勇猛、ナンガブレンは臆病など、個体差がある。意志を持って自律行動をとったり、混乱や恐怖から迷走したり、時にはパイロットに逆らって行動する。また、デッキブラシで擦られ、手入れされて喜ぶという一面も見せた。パイロットは機体を操作するだけでなく、ブレンを褒めたりなだめたり励ましたりして戦うのが基本。他のブレンとの合体攻撃を使ったり、協力して大規模な防壁を展開することもできる。
ユウブレン
体色は青色で雄々しい性格。勇がオルファンにいたころから密かに調整しており、脱出する際に搭乗して以降、彼の愛機となる。ノヴィス・ノアに合流後、コクピットを改良された。激戦に傷ついた後にネリーブレンとの融合を果たす。身長は11mから12m（他のブレンパワードも同様）。
ヒメブレン
体色は肌色。リバイバルに立ち会った比瑪をそのままパートナーとする。おとなしい性格。ユウブレンに代わって番宣のポスターイラストやプラモデル、同作が登場した『第2次スーパーロボット大戦α』のパッケージに描かれている。
ラッセブレン（初代）
体色は紺色。物語中盤でオルファンに特攻。その際、ラッセにオーガニックエネルギーを分け与えた。
ナンガブレン
体色は白緑。ナンガからはブレン・シルバレーと呼ばれたこともある。臆病な性格。
ブレンチャイルド（カナンブレン）
ヒギンズブレンと同じプレートからリバイバルした双子。体色は朱色またはピンク。外観は一般的なブレンと異なり、後頭部の形状などはグランチャーに似ている。カナン曰く「グランチャーと違い神経にさわさわくる感触」がするらしい。身長はやや小さく10m（ヒギンズブレンも同様）。
ブレンチャイルド（ヒギンズブレン）
カナンブレンの双子。体色は黄色。外見は一般的なブレンと異なる。カナンブレンより後頭部の出っ張りが短い。カナンとヒギンズはそれぞれ自分のブレンの方が兄だと思っている。
ネリーブレン
勇が北欧で出会った新種のブレンパワード。作中では氷の張った湖の上をスケートしていた。ネリー・キム曰く「不完全な状態」らしく再リバイバルを必要としていた。再リバイバルの際にユウブレンと融合、以後ユウの乗機となる（融合というより傷ついたユウブレンが取り込まれた形）。再リバイバル後は姿形は変化しなかったが他のブレンたちより一回りほど大きい身長12mから13mとなり、体色はユウブレンの青となった。比瑪曰く「やさしい顔をしている」、ナッキィ曰く「デリケートな瞳をしている」らしい。性格は基本的にユウブレンのものを受け継ぐが、融合により完全に受け継いでいるわけではない。
ナッキィブレン
ナッキィがグランチャーと共にノヴィス・ノアに持ち込んだ3体のうち1体。体色は黄色＋赤。当初は無人で動いていたが、ナッキィがグランチャーを失った後、愛機とする。
ラッセブレン（2代目）
ナッキィの連れてきた3体の内の1体。体色は黄＋青。ラッセをパートナーと認め、ナッキィから譲られた。
カントブレン
ナッキィの連れてきた3体の内の1体。体色は黄色＋水色。カントをパートナーと認め、ナッキィから譲られた。貧乏揺すりをする、珍しいブレン。

### グランチャー
グランチャーはブレンパワードに比べて気性が激しいと言われている。また、グランチャーが突然変異したものに「バロンズゥ」がある。
グランチャーには搭乗者ごとの呼称は無い。
グランチャー（ジョナサン・グレーン）
体色は黄土色。左腕をユウブレンに斬られ、鉤状の義手をつける。身長は12mから13m（他のグランチャーも同様）。
グランチャー（クインシィ・イッサー）
体色は赤。作中、左足を失い義足をつける。他のグランチャーと比べて自立的で、クインシィが搭乗することなしに行動することもできるようになる。爪を伸ばしてノヴィス・ノア艦内を破壊したりもした。後に再リバイバルしてバロンズゥになる。
グランチャー（シラー・グラス）
体色は灰色。
グランチャー（カナン・ギモス）
カナンがオルファンを脱走する際にシラー・グラスに撃墜される。
グランチャー（エッガ・ブランカン）
体色は黒。リバイバルしたばかりの赤ん坊であったが、エッガの強烈な邪念により力を得て強力な攻撃を繰り出す。ブレンチャイルドのチャクラエクステンションで撃墜される。漫画版では登場しなかった。
グランチャー（ケイディ・ディン）
一般的な種類らしく、同色の機体が多数登場した。
グランチャー（伊佐未勇）
勇がリクレイマー時代に使用していた。体色は青。
グランチャー（ナッキィ・ガイズ）
グランチャーで唯一オルファンに敵対し、クインシィ・イッサーに撃墜された。
アーミィグランチャー（米軍パイロット）
戦車の塗装のような濃緑色が特徴。
バロンズゥ（ジョナサン・グレーン、バロン・マクシミリアン）
北欧に飛ばされたジョナサンがバロンに与えられた新種のグランチャー。体色は白。肩のフィン（ひれ）が伸縮自在で、これを使って攻撃することができる。
クインシィ・バロンズゥ
クインシィのグランチャーが再リバイバルしたもの。体色は赤。

### 武器・装備

#### ブレンパワード用
ブレンバー
ブレンと一緒にプレートからリバイバルする専用武器。物を斬るほか、チャクラ光を撃つ攻撃が可能。ブレンチャイルド用ブレンバーは一回り小さい。チャクラエクステンションは、これを使って2体のブレンパワードが強力なチャクラ光を放つ同時攻撃で、通常の攻撃より高い破壊力を生み、直接当たらなくても相手を弾き飛ばすことができる。劇中ではユウブレンとヒメブレンおよびブレンチャイルド同士だけだったが、ゲームではラッセとナンガやジョナサンとユウなど、いくつもの組み合わせで発生させることができた。
ブレンブレード
人間がプレートを削って作った武器。
ショーター
勇が持っていた設計図をもとに作った、チャクラ光の短剣のような接近戦用の武器。第13話で使用。本編で名前が出てきていない。名称が一般に知られるようになったのはテレビゲーム『A.C.E.』からだが、設定は放送当時からされていた（当時の模型誌などに名称が載っている）。
ミサイルランチャー
駆逐艦などに搭載されているミサイルランチャーをアンチボディに持たせたもの。爆風をチャクラシールドで包みこむことにより威力を倍増させることもできる。第15話で使用。
マイクロウェーブ発振器
第3話で使用したマイクロウェーブ発振装置を改造した武器。パイロットとアンチボディにダメージを与えることが可能。
チャクラシールド
機体周囲を球状に覆うチャクラ光による不可視のシールド。物理攻撃の防御のほか、水圧にも耐える。第21話で見せたチャクラトライアングルは、6体（ブレンパワードとグランチャー各3体）により六芒星を描いてチャクラを高め、効果を広範囲に拡大したものである。
チャクラベルト
チャクラ光をベルト状にしたもので、鞭のように使う。第15話で使用。

#### グランチャー用
ソードエクステンション
グランチャー版ブレンバー。形が違うがブレン同様チャクラ光を撃てる。初期のユウブレンはこれを装備していた。
ブレードヒルト
左右の腕のスリットから発射するチャクラ光。チャクラの短剣のような近距離武器としても使用可能。
ミサイルランチャー
10連装ミサイルランチャー。両手でグリップを握り保持する。
プレート運搬用ワイヤー
オーガニック・プレート運搬時に使用するガン型ワイヤー発射器。
義手
左腕を無くしたジョナサン・グランチャーにつけられた鉤型の義手。鉤爪での攻撃のほか、30mmガトリング砲で武装されている。
スタンバー
第23話でシラー・グランチャーが使用。電流を流して攻撃するスタンガンのようなもの。

#### バロンズゥ用
変形翼
両肩のフィンが羽状に変化する武器で触手のように伸縮自在。無数の刀状に変化して相手を攻撃したり、ソードエクステンション同様チャクラ光を発する攻撃が可能。

## メカニック
ノヴィス・ノア
オルファンに対抗する目的で建造された空母。オーガニックエンジンを搭載し、ブレンたちの移動基地も兼ねている。空母の甲板に大きなピラミッドを乗せた奇妙な形をしている。そのオーガニックシステムは、バリアとして展開したオーガニックシールドで核ミサイル攻撃を一斉に転送させるほど強力。ICBM、ステルス対空ミサイル、対空火器などで武装されている。
- 全長：約450m、総排水量：18万t、動力：伊佐未式オーガニック・エンジン（通常航行時は原子力）

イランド戦闘機
ノヴィス・ノア艦載の可変翼を持つVTOL機。装備はダーツミサイル、30mm機関砲。
- 全長：10.8m、全幅：9.9m - 8.0m（可変）、最高速度：マッハ3.7以上

V5ウェッジ
ノヴィス・ノア艦載の多目的VTOL機。輸送用ほか攻撃機としても使用可能。
双胴潜水艦キメリエス
ノヴィス・ノアを支援する原子力潜水艦。海中にいたオルファンを監視する役目も持っていた。艦長はレイト。左右胴体に各2門の魚雷と左右胴体に各6基のミサイルで武装しコンガイールを艦載。
- 全長：約100m、動力：原子力

機動艦載艇コンガイール
ヒギンズ・サスの乗るキメリエス艦載の小型潜水艇。
オルファン
深海に沈んでいた謎の巨大遺跡。全長は約150km。オルファンという名は英語で「孤児」という意味である。その正体は異星文明が生み出した超巨大生体宇宙船。同じオルファン型と戦って傷つき、地球に不時着した。オーガニックプレートを産み、生命体のオーガニックエナジーを吸収する力がある。その全高は、地表に底面があっても頭頂部が成層圏に出るほど巨大である。中央部にオーガニック・エンジンと呼ぶ巨大女性型フィギュアが存在し、言葉は話さないがイメージの幻覚を送ることで意思の疎通も可能である。宇宙へと飛翔するときに地球上の全てのオーガニック・エナジーを吸い上げ人類を滅亡すると考えられていたが、脱皮を果たしたのち人との共生を選ぶ。
映画版企画時からの全富野メモ共通のラストは、オルファンのオーガニック・エンジン的なものが地球のエネルギー問題の解決になる、というのであったが最終的にそこの部分はぼかされることになった。

## 用語
アンチボディ
別名、オーガニック・マシン。ロボット型生体マシン。オルファンが母体となってオーガニック・プレートから誕生する。自力でもある程度は動けるが、長期間人間が搭乗しないとボディが硬化してしまう。オルファンでリバイバルしたブレンパワードは滅多に意志が生まれずほとんどが廃棄処分される。ブレンは勿論、グランチャーにも心があり意志を表現し、人を選ぶ。
オーガニック・プレート
オルファンが産んだ、ブレンパワードやグランチャーの基になる虹色の多角形円盤。通常はプレートと呼ばれる。リバイバルしなかったプレートはやがて金属の塊となる。リバイバル後のプレートの抜け殻は、アンチボディの台座となる。プレートの状態でも回転しながら所構わず暴走し、触れたものを破壊することから人々にとっては恐怖と誤解の対象。聴診器を使い状態を調べることができる。
オーガニック・エナジー
オルファンやアンチボディが動力源としている、生命体や地球がもっている生体エナジー。特に人の意思や思想に強く作用するとされる。研作はオルファンの飛翔により地球全土のオーガニック・エナジーが奪い尽くされ、死の星になるという仮説を唱えたが、カントは真っ向から反論した。
抗体
主にグランチャーやオルファン、ブレンパワードへの適正という意味で使われる。特にグランチャーは搭乗するパイロットの抗体化を進める。抗体化の深度が低いうちは不安や恐怖を増幅させられ拒否反応を示す。抗体化が進むと攻撃的かつ野心的になり、オルファンを盲従し、他人への関心が薄れ独善的になる。正に呪縛とでもいうべきもので、ジョナサンやクインシィをはじめとするグランチャーパイロットは勿論、勇やカナンですらその兆候はあり、第1話で勇はクマゾーたちに構わずヒメ・ブレンを撃墜しようとしてカナンに制止された。オルファンや自らの立場、戦うことに疑問を持ったり、他者への関心を強めたりすると呪縛が破られ、ついには動かすことさえできなくなる。勇とカナンはヒメ・ブレンのリバイバルに立ち会ったことがきっかけでオルファンや伊佐未ファミリーの説に疑問を抱くようになり、最終的にグランチャーの呪縛を解いた。ブレンパワードはグランチャーとは正反対で、優しさや他者への労り、愛情といった感情を刺激される。比瑪のいうブレンの優しさとはそうした意味合い。ナッキィはブレンとグランチャー双方の適正を持っていたが、結局はブレンに落ち着いた。
ビット
アンチボディを構成する1ミクロン以下の物質。
スリットウエハー
アンチボディのボディや装甲を構成する薄い板バネ状の積層装甲。ある程度の損傷は自然回復できるが、各パーツを分解することはほぼ不可能。
チャクラ光（チャクラフラッシュ）
アンチボディから発射する物理的破壊効果を持つ輝き。またさまざまな不可思議な効果も生み出す。パイロットの精神状態などで威力が変わる。
リバイバル
オーガニックプレートからブレンパワードやグランチャーを誕生させる現象。リバイバル中はプラントバーと呼ばれるプレートの縁から発生する光の磁界が発生し、リバイバル中は通常30m以内には近づけない。また、ブレン同士が融合し新たなアンチボディとなることを再リバイバルとも呼ぶ。プレートの段階ではブレンとグランチャーのいずれにリバイバルするか分からない。
フリュイドスーツ
アンチボディ搭乗時に着るパイロットスーツ。オーガニック・エナジーを通しやすい素材で作られている。グランチャー用は密着率の高い服だが、ブレン用は腕やふくらはぎにだぶつきのあるゆったりとした服で女性用にはスカートがついている。白い襟元を引き出すとフェイスマスクになる。基本的にブレンの機体色に合わせたカラーである。比瑪はヒメ・ブレンが嫌がるという理由で滅多にフェイスマスクやヘルメットをつけない。また勇はなくても十分すぎるほど戦えるので初期は着ていない。
リクレイマー
オルファンに集まった支持する者たち。またオルファンに呼ばれ住み着き、オルファンの浮上を支援する人々が作った団体。オルファンの抗体としてオーガニックプレートの回収や、オルファンの防衛を担当するグランチャーを使った私設軍隊も持つ。その軍隊の実質的なリーダーはクインシィだが、後にジョナサンを支持するバロンによって乗っ取られる。
バイタル・グロウブ
地球を網の目に覆っているオーガニック・エナジーの流れ。アンチボディはその流れに乗ることにより、瞬間移動や超長距離移動を可能にする。
ビー・プレート
オルファンが欲しているオーガニック的な何らかの存在もしくは概念。オルファンを離れた勇は単身これを求めて奔走する。その正体は何らかの力を持つ特殊なオーガニックプレート、またはオルファンが敵対していた「もう一つのオルファン」のことではないかとも推測された。作中では、ビー・プレートが本当は何であるかは仮説以上には示されておらず、地球上にはおそらく存在しなかったため、オルファンは人と共存することを選ぶこととなる。

## スタッフ
本作では「キャラクターデザイン」「メカニックデザイン」という名称はなく、両者を合わせて「メインデザイン」と称されている。
- 企画 - サンライズ[3]
- 原作 - 矢立肇、富野由悠季
- 総監督 - 富野由悠季[1]
- メインデザイン - いのまたむつみ、永野護[1]
- アニメーションデザイン - 重田敦司[1]
- メカニカルデザインサポート - 沙倉拓実
- 美術監督 - 佐藤勝
- 美術設定 - 平澤晃弘
- 色彩設定 - 加瀬結起
- 撮影監督 - 大神洋一
- 編集 - 辺見俊夫
- 音響監督 - 浦上靖夫
- 音楽 - 菅野よう子[1]
- メインロゴデザイン - 熊川明久
- エンディングスチル - 荒木経惟
- プロデューサー - 富岡秀行、海部正樹、池口和彦
- 製作 - サンライズ、WOWOW、バンダイビジュアル

## 主題歌
オープニングテーマ「IN MY DREAM」
作詞・作曲・歌 - 真行寺恵里 / 編曲 - 伊藤真太郎
エンディングテーマ「愛の輪郭（フィールド）」
作詞 - 井荻麟 / 作曲・編曲 - 菅野よう子 / 歌 - KOKIA
挿入歌「天神さんの子守唄」
作詞 - 井荻麟 / 作曲・編曲 - 菅野よう子 / 歌 - 勝沼恭子
CMソング「Light of love」
作詞 - 岩里祐穂 / 作曲 - 菅野よう子 / 歌 - 坂本真綾

## 各話リスト
| 話数   | 放送日        | サブタイトル         | 脚本                | 絵コンテ   | 演出          | 作画監督                |
| ------ | ------------- | -------------------- | ------------------- | ---------- | ------------- | ----------------------- |
| 第1話  | 1998年 4月8日 | 深海を発して         | 面出明美            | 斧谷稔     | 森邦宏        | 重田敦司                |
| 第2話  | 4月15日       | 運命の再会           | 富野由悠季 浅川美也 | 斧谷稔     | 原田奈奈      | 戸部敦夫                |
| 第3話  | 4月22日       | 勇の戦い             | 富野由悠季 浅川美也 | 斧谷稔     | 渡邊哲哉      | 重田敦司                |
| 第4話  | 4月29日       | 故郷の炎             | 隅沢克之            | 西森章     | 小林智樹      | 津幡佳明                |
| 第5話  | 5月6日        | 敵か味方か           | 面出明美            | 越智浩仁   | 越智浩仁      | 佐久間信一              |
| 第6話  | 5月13日       | ダブル・リバイバル   | 富野由悠季 高橋哲子 | 斧谷稔     | 森邦宏        | 戸部敦夫                |
| 第7話  | 5月20日       | 拒否反応             | 富野由悠季 浅川美也 | 斧谷稔     | 原田奈奈      | 瀬尾康博                |
| 第8話  | 5月27日       | 寄港地で             | 面出明美            | 西森章     | 西森章        | 津幡佳明                |
| 第9話  | 6月17日       | ジョナサンの刃       | 隅沢克之            | 土器手司   | 渡邊哲哉      | 重田敦司                |
| 第10話 | 6月24日       | プレートの誘惑       | 富野由悠季 高橋哲子 | 越智裕仁   | 越智裕仁      | 筱雅律                  |
| 第11話 | 7月1日        | 姉と弟               | 面出明美            | 西森章     | 西森章        | しんぼたくろう 中田栄治 |
| 第12話 | 7月8日        | 単独行               | 富野由悠季          | 西森章     | 斧谷稔 森邦宏 | 佐久間信一              |
| 第13話 | 7月22日       | 堂々たる浮上         | 隅沢克之            | 竹之内和久 | 岩崎良明      | 戸部敦夫                |
| 第14話 | 7月29日       | 魂は孤独?            | 面出明美            | 川瀬敏文   | 渡邊哲哉      | 津幡佳明                |
| 第15話 | 8月5日        | 一点突破             | 富野由悠季 高橋哲子 | 越智浩仁   | 越智浩仁      | しんぼたくろう 中田栄治 |
| 第16話 | 8月12日       | 招かれざる客         | 富野由悠季 浅川美也 | 西森章     | 真野玲        | 瀬尾康博                |
| 第17話 | 8月19日       | カーテンの向こうで   | 面出明美            | 赤根和樹   | 森邦宏        | 佐久間信一              |
| 第18話 | 8月26日       | 愛の淵               | 面出明美            | 山内重保   | 西森章        | 重田敦司                |
| 第19話 | 9月16日       | 動く山脈             | 富野由悠季 高橋哲子 | 香川豊     | 渡邊哲哉      | しんぼたくろう 中田栄治 |
| 第20話 | 9月23日       | ガバナーの野望       | 隅沢克之            | 南康宏     | 南康宏        | 佐久間信一              |
| 第21話 | 9月30日       | 幻視錯綜             | 隅沢克之            | 西森章     | 西森章        | 筱雅律                  |
| 第22話 | 10月14日      | 乾坤一擲             | 浅川美也            | 森邦宏     | 森邦宏        | 瀬尾康博                |
| 第23話 | 10月21日      | スイート・メモリーズ | 富野由悠季 高橋哲子 | 越智浩仁   | 越智浩仁      | しんぼたくろう 中田栄治 |
| 第24話 | 10月28日      | 記憶のいたずら       | 隅沢克之            | 赤根和樹   | 渡邊哲哉      | 佐久間信一              |
| 第25話 | 11月4日       | オルファンのためらい | 面出明美            | 香川豊     | 南康宏        | 戸部敦夫                |
| 第26話 | 11月11日      | 飛翔                 | 面出明美            | 西森章     | 西森章        | 重田敦司                |

## メディア展開
漫画版（角川書店・連載は月刊少年エース）
全4巻。画・杉崎ゆきる
1. 1998年5月27日、ISBN 4-04-713222-5
2. 1999年1月6日、ISBN 4-04-713263-2
3. 1999年8月27日、ISBN 4-04-713296-9
4. 2001年1月29日、ISBN 4-04-713390-6

小説版（ハルキ文庫）
- 深海より発して - 著・面出明美（1998年12月15日、ISBN 4-89456-478-5）
- カーテンの向こうで - 著・面出明美（1999年1月14日、ISBN 4-89456-486-6）
- 記憶への旅立ち - 著・斧谷稔（1999年2月13日、ISBN 4-89456-496-3）
アニメが26話なのと同じく、26章。

ゲーム
- 第2次スーパーロボット大戦α
- スーパーロボット大戦J
- スパロボ学園 - ゲーム内に登場する戦闘シミュレーター「スパロボバトル」にキャラクターと機体のみが登場。
- アナザー・センチュリーズ・エピソード - 『1』から『3』、『Portable』。『3』と『Portable』はキャラクターと機体のみ登場。
- サンライズ英雄譚シリーズ - 『2』から登場。本作は勇、比瑪が出演している。メカはユウ・ブレン、ヒメ・ブレンのみ。

## 映像ソフト
- DVD
  - ブレンパワード Vol.1 発売日 2002年7月25日
  - ブレンパワード Vol.2 発売日 2002年7月25日
  - ブレンパワード Vol.3 発売日 2002年7月25日
  - ブレンパワード Vol.4 発売日 2002年8月25日
  - ブレンパワード Vol.5 発売日 2002年8月25日
  - ブレンパワード Vol.6 発売日 2002年9月25日
  - ブレンパワード Vol.7 発売日 2002年9月25日
  - ブレンパワード リマスターBOX 発売日 2007年8月24日
  - EMOTION the Best ブレンパワードDVD-BOX 発売日 2011年4月7日
- ブルーレイ
  - ブレンパワード　Blu-ray Revival Box　特装限定版 発売日 2022年3月29日

## その他
- この作品でデビューした声優の朴璐美は『∀ガンダム』で主人公ロラン・セアックを演じた。
- 本作はWOWOW初期の有料アニメ（スクランブル放送）である。
- 「企画初期の富野のメモでは、ブレンは奥多摩のヘルスセンター地下で作られた気孔で動くロボットで、勇はそこの合気道道場へ通って気孔を身につけているという設定だった」と河口佳高が語っている。その後、河口の意見と永野護のアイデアが採用されて、設定が変更されたらしい[5]。
- 一部キャラクターの名前は、監督である富野由悠季自身や家族が由来となっている。
  - 伊佐未勇＝富野由悠季の「由」
  - 伊佐未依衣子＝著書『だから僕は…』などでの長女「富野アカリ」の仮名「衣々子」
  - アカリ＝富野の長女「富野アカリ」
  - ユキオ＝富野の次女「富野幸緒」
  - クマゾー＝富野の飼っている犬「熊三」[6][注 2]
- 富野はコンテ段階で、アンチボディを飛行させる時に立たせたポーズを取らせていた。しかし、現場の演出家が、富野に無断で横飛びのポーズに変えてしまった[7]。これは「その演出家が悪い」という失敗談ではなく、かつてのガンダムシリーズなどで「飛行しているロボットが突っ立ったポーズをしているというコンテを無数に修正してきた」という富野と、それを知るスタッフたち全体の「リハビリ」を端的に示したエピソードであり、同書では「演出を考える時に別の判断基準を持ち込まない」ということの教訓として語られている。作中のアンチボディは、立ち飛び・横飛びの両方をしており、横飛びと言えそうな飛行シーンは第1話からある。